# كلوريد الأسيتيل
كلوريد الأسيتيل هو مركب عضوي ينتمي إلى مجموعة كلوريدات الأحماض الكربوكسيلية، إذ هو كلوريد حمض الأسيتيك. للمركب الصيغة الكيميائية CH3COCl، ويكون على شكل سائل عديم اللون له رائحة واخزة.

## التحضير
يحضر كلوريد الأسيتيل من أنهيدريد الأسيتيك مع كلوريد الكالسيوم. كما يمكن أن يتم التحضير من تفاعل حمض الأسيتيك مع ثلاثي كلوريد الفوسفور PCl3. يمكن استخدام كواشف كيميائية أخرى غير PCl3 مثل كلوريد الثيونيل SOCl2 أو خماسي كلوريد الفوسفور PCl5، ولكنها تعطي مردود أضعف، كما أن النواتج تكون ملوثة بآثار من الكبريت أو الفوسفور.

إنتاج كلوريد الأسيتيل من حمض الأسيتيك وثلاثي كلوريد الفوسفور.

## الخصائص
- يكون كلوريد الأسيتيل في الشروط العادية من الضغط ودرجة الحرارة على شكل سائل عديم اللون، له رائحة واخزة.
- يتفاعل المركب بعنف عند التماس مع الماء، حيث يتحرر كلوريد الهيدروجين HCl.

## الاستخدامات
- يستخدم كلوريد الأسيتيل بشكل واسع في تفاعلات الأستلة، مثل أستلة فريدل-كرافتس.[5]
- يستخدم في الاصطناع العضوي من أجل تحضير أنهيدريد الأسيتيك:

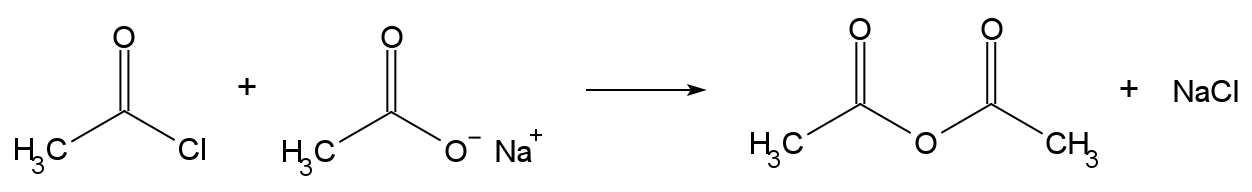
تحضير أنهيدريد الأسيتيك